# Universitat de Sankore

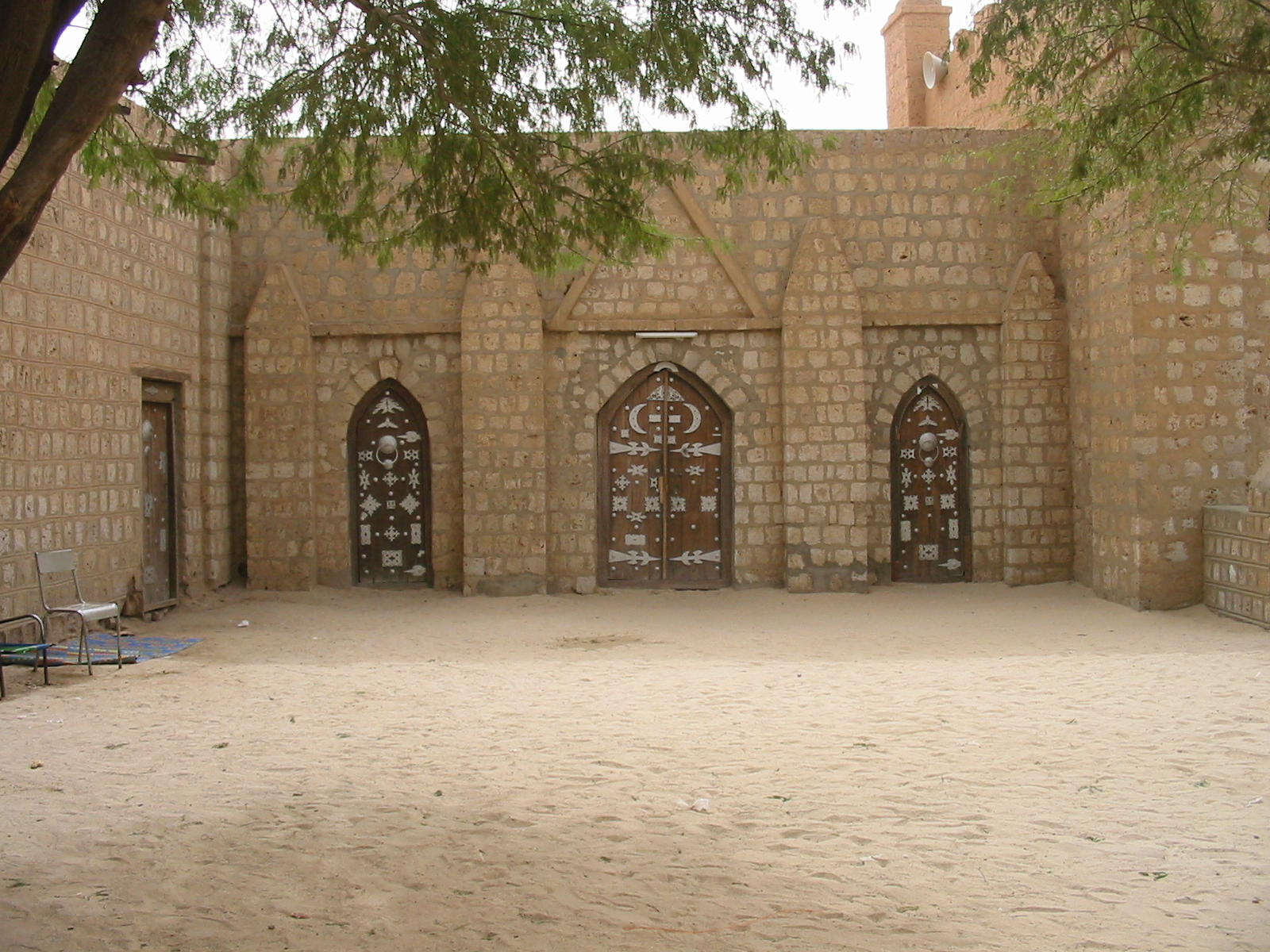
Portes de la madrasa de Sankore

La Universitat de Sankore, la mesquita de Sankore o la madrassa de Sankore és el més antic dels tres centres d'aprenentatge situats a Timbuctu, Mali, a l'Àfrica Occidental. Les tres mesquites, Sankore, Djingareyber i Sidi Yahya componen la famosa Universitat de Timbuctu. Madrassa significa 'escola' en àrab i també en altres idiomes relacionats amb l'islam.
L'Imperi de Mali prengué el control directe sobre la ciutat de Timbuctu el 1270 durant el regnat del mansa (emperador) Ouali I. A l'entorn de 1300, una dona tuareg, coneguda per la seua riquesa, finançà la construcció de la mesquita de Sankore. Arran d'això, la ciutat i les seues mesquites atragueren fidels de tot el món musulmà.
La madrassa de Sankore fou reconstruïda el 1581 per ordre del jutge principal de la ciutat Al-Qadi Aqib ibn Umar ibn Mahmud. El pati de la mesquita tenia les mateixes dimensions que la Kaba de la Meca.